# جو توماس (مقدم برامج إذاعية)
جو توماس (بالإنجليزية: Joe Thomas)‏ هو مقدم برامج إذاعية أمريكي، ولد في 13 سبتمبر 1963.